# アントン・ヴァイノ
アントン・エドゥアルドヴィチ・ヴァイノ（ワイノ、ロシア語: Анто́н Эдуа́рдович Ва́йно、ラテン文字転写の例：Anton Eduardovich Vaino、1972年2月17日 - ）は、ロシアの外交官、政治家。現在、ロシア大統領府長官。大統領府副長官などを歴任した。祖父は1978年から1988年までエストニア共産党第一書記を務めたカール・ヴァイノ。

## 経歴・概要
1996年モスクワ国際関係大学を卒業し、国際関係の学位を取得する。外務省入省後は東京の駐日ロシア大使館に勤務した後、本省に戻り第二アジア局勤務。2002年ロシア大統領府儀典局に勤務、後に儀典・予定局（儀典・組織局）副局長、2007年には第一副局長を務める。2008年ロシア連邦政府官房副長官を経て、首相府儀典局長兼官房副長官。2011年ロシア連邦大臣兼内閣官房長官。2012年5月22日から、大統領府副長官。 2016年8月12日、大統領府長官のセルゲイ・イワノフが事実上解任されたことを受け、昇格する形で後任の長官に就任した。
駐日ロシア大使館に勤務した経験から、日本語が堪能。私生活では夫人との間に一子。